# Механизм ингибирования насилия
Механи́зм ингиби́рования наси́лия (англ. Violence Inhibition Mechanism, VIM), также ингибитор насилия, сдерживатели агрессии или сдерживатели убийств — эволюционно выработанный механизм, который ингибирует (сдерживает) внутривидовую агрессию, предотвращая причинение вреда и убийство между представителями одного вида. Во внутривидовых стычках он зачастую выражается ритуализацией сражений.
В случае человека, механизм ингибирования насилия — когнитивный механизм, который активируется при наблюдении невербальных сигналов страдания (таких, как грустное выражение лица или плач) со стороны других людей и вызывает реакцию отторжения; это в результате предрасполагает человека к прекращению насильственного поведения. Как утверждает модель VIM, ингибитор насилия играет важную роль в развитии эмпатии, а возникновение психопатии является результатом нарушения его работы. Предпосылкой для разработки данной модели стали этологические наблюдения, демонстрирующие ингибирование внутривидовой агрессии у многих видов животных.

## Ингибирование внутривидовой агрессии у животных
Как утверждают исследователи поведения животных, большая часть внутривидовой агрессии является нелетальной, а летальное насилие скорее является исключением, нежели правилом. Проведя множество наблюдений за поведением животных, этолог Конрад Лоренц пришёл к следующему выводу — видам с сильной врождённой вооружённостью, как правило, присущ и сильно выраженный врождённый механизм, ингибирующий внутривидовую агрессию. Наиболее развит он у тех видов, представители которых способны с лёгкостью убить другую особь приблизительно своего размера. Как писал сам Лоренц, ворон может выбить другому ворону глаз одним ударом клюва, а волк может одним-единственным укусом вспороть другому волку яремную вену, и если бы этого не предотвращали надёжные врождённые ограничения, то давно не стало бы ни воронов, ни волков.

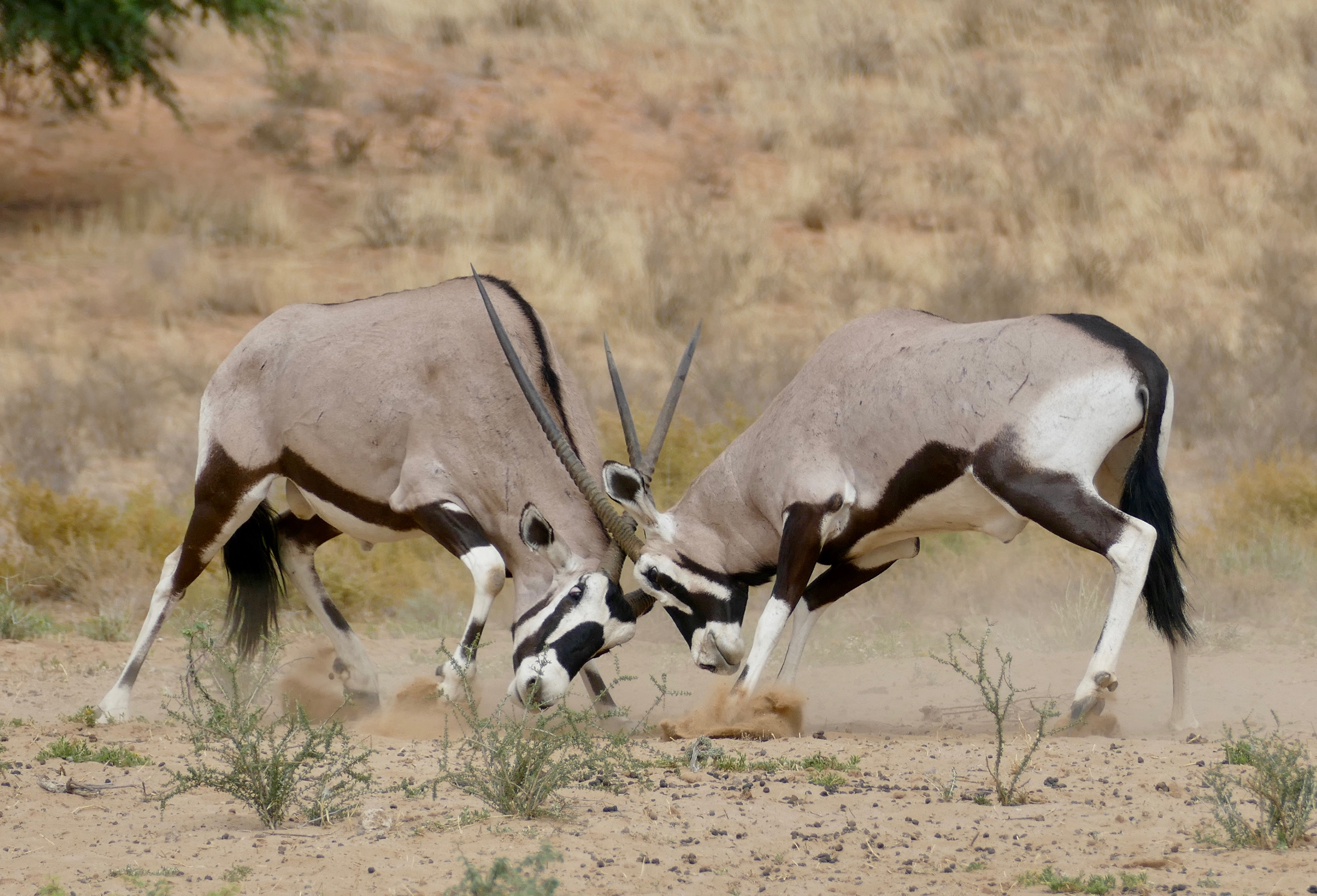
Антилопы орикс сражаются по чётко определённому ритуалу, исключающему причинение физического вреда острыми рогами

Этолог Иренеус Эйбл-Эйбесфельдт в подтверждение данной теории перечисляет множество наблюдений среди разнообразных видов: рыб, крабов, ящериц, рогатых и копытных млекопитающих, и многих других. Например, антилопы орикс никогда не пытаются заколоть своего сородича с помощью собственных рогов. Если же стычка и произойдёт, то она будет проведена по чётко определённому ритуалу. При этом они используют рога подобным образом для защиты от львов. Жирафы во внутривидовых стычках используют свои маленькие рога, тогда как при защите от хищников они используют более опасные копыта. В территориальных стычках ядовитые змеи преувеличивают себя, вытягиваясь, кто выше встанет, раскачиваются, толкают друг друга, но никогда не только не кусают, но даже не демонстрируют оружие. Недостаточно изученным является вопрос насильственного поведения львов. Впрочем, и им присуще ингибирование агрессии, однако лишь по отношению к представителям собственного прайда.
Подобный механизм можно наблюдать даже у медуз, в том числе крайне смертоносных кубомедуз. У них есть химический блокатор, не позволяющий их щупальцам выпускать яд при столкновении с сородичем.
В противовес можно привести пример голубей, зайцев и даже шимпанзе, которые не в состоянии убить себе подобного одним-единственным ударом или укусом. Внутривидовая агрессия в меньшей степени угрожает выживанию таких видов, что ослабляет эволюционное давление на усиление сдерживателей агрессии у их представителей. Лоренц демонстрирует пример с двумя горлицами, самкой и самцом, которых он однажды решил скрестить. Хоть горлицы и конфликтовали между собой, учёный не придал этому значения, ведь на первый взгляд горлица неспособна нанести своему сородичу серьёзных увечий. Но когда Лоренц оставил их наедине в одной клетке, то по возвращении он обнаружил, что самка жестоко расправилась с самцом выщипав ему перья и растерзав его до серьёзных кровоточащих ран. Без вмешательства она бы наверняка убила его. Это произошло из-за слабого ингибирования внутривидовой агрессии у горлиц и невозможности совершить побег от насилия из закрытой клетки.
Собственно, кроме сильной врождённой вооружённости, эволюционное давление на усиление ингибитора насилия оказывает и отсутствие возможности совершить побег от насилия. Так, ингибирование внутривидовой агрессии слабо выражено у тех же горлиц и у зайцев — в естественных условиях проигрывающая во внутривидовой стычке особь может легко спастись бегством. Также можно привести пример хомяков, которые обычно разбегаются лишь обменявшись несколькими укусами.
Также компьютерные симуляции эволюционных процессов показали, что ни воинственная стратегия (ястреб), состоящая в совершении нападений, ни робкая стратегия (голубь), состоящая в отступлении при нападениях, не являются настолько эволюционно стабильными стратегиями, как стратегия «отпорщиков» (retaliator strategy), которые ведут себя неагрессивно, но в случае нападения всё же будут оказывать отпор. Робкие индивиды не могут конкурировать с агрессивными индивидами, но при этом агрессивные индивиды рискуют получением травм в сражениях. Поэтому смешанная стратегия отпорщиков является наиболее оптимальной.

## Ингибирование насилия у человека
Человек обладает слабой естественной вооружённостью. Однако в ходе научно-технического прогресса он стал самым вооружённым видом на планете. Ввиду этого Лоренц выражал некоторые опасения:

Придёт день, когда два враждующих лагеря окажутся лицом к лицу, перед опасностью взаимного уничтожения. Может наступить день, когда всё человечество разобьётся на два таких лагеря. Как мы поведём себя в этом случае — подобно горлицам или подобно волкам? Судьба человечества будет зависеть от того, как люди ответят на этот вопрос. Мы должны быть бдительны!— Конрад Лоренц
Иренеус Эйбл-Эйбесфельдт утверждает, что человеку всё же присуще ингибирование внутривидовой агрессии. Проводя кросскультурные сравнения, он обнаружил множество универсальных поведенческих паттернов. Такие жесты, как плач, поклон, надувание губ, дружеская улыбка и многие другие ингибируют агрессию и предрасполагают к оказанию поддержки. На врождённость этих паттернов указывает то, что их можно наблюдать даже у маленьких детей. Также он утверждает, что ингибитор насилия особенно сильно проявляется в отношении детей и со стороны взрослых, чем пользуются представители многих культур. Восточноафриканские масаи при совершении контакта с чужаками толкают вперёд своих детей с распростёртыми руками. При приближении европейцев к австралийским аборигенам им навстречу выходят один или два мужчины с ребёнком впереди них. Они держат его руками за плечи, рассчитывая на то, что никто не станет нападать на ребёнка. Кроме того, в разных культурах наблюдается ритуализация сражений.
Исследование археологических раскопок, рассматривающее 600 человеческих популяций, показывает, что за всю историю человека разумного уровень летального насилия составил лишь 2 %, и это включая случаи войн и геноцидов. В некоторых исследованиях также говорится, что теории об универсальности войны в человеческой истории не хватает эмпирической поддержки, а данные о высоком уровне доисторического насилия (например те, которые были продемонстрированы в труде «Война до цивилизации: миф о мирном дикаре») могут быть необоснованно завышены. Рассматривая все археологические данные по Европе и Ближнему Востоку, а не только отдельные случаи насилия, можно прийти к выводу, что популярная идея о гибели 15 % доисторического населения от войны является не просто ложной, а и вовсе абсурдной. И нет никаких оснований тому, что война — это выражение врождённых человеческих склонностей или селективной силы, движущей психологической эволюцией человека. Также хотя уровень убийств сильно различается от одного общества к другому, а также меняется со временем в одном и том же обществе, подавляющее большинство людей никогда никого не убивают и не пытаются убить.
Это же подтверждают и множественные военные свидетельства. Исследования армейских психиатров показали, что самой главной причиной боевой психической травмы на европейском театре Второй мировой войны был страх перед убийством других людей, а не, как многие бы подумали, страх быть убитым (или раненым), который оказался на втором месте. Также 75 % солдат вовсе не открывали огонь в сторону противника. Многие социологические исследования указывают на то, что среднестатистический солдат испытывает отвращение к убийству. После битвы при Геттисберге было обнаружено более 27 тысяч брошенных винтовок, 90 % из которых были заряжены; для того, чтобы зарядить винтовку того типа, требовалось в 19 раз больше времени, чем для того, чтобы совершить выстрел, и если предположить, что большинство солдат стреляло, то среди брошенных винтовок лишь 5 % должно было быть заряженными. Объяснить это можно тем, что большинство солдат с обеих сторон заряжали винтовки, возможно даже изображали выстрел, если кто-то неподалёку его действительно совершал, но на самом деле никак не могли выстрелить сами. А многие из тех, кто всё же стреляли, вполне вероятно не целились во врага.
Американский публицист и бывший подполковник Дейв Гроссман утверждает, что сильное отвращение к убийству присуще 98 % солдат. Это сходится с предположением, что лишь приблизительно 2 % населения составляют социопаты со слабым эмоциональным восприятием. Также это сходится с тем фактом, что после 60 дней продолжающихся сражений 98 % выживших солдат получают психологические травмы, и только 2 % «агрессивных психопатов» проблемы такого рода не касаются, поскольку они не испытывают никакого отвращения к убийству.

Большинству людей присуще сильное внутреннее отвращение к убийству своего сородича. Сопротивление настолько сильно, что во многих обстоятельствах солдаты на поле боя погибнут прежде, чем смогут его преодолеть.— Дейв Гроссман
Вопросу того, какой процент мужского населения способен совершить убийство без сожалений и раскаяния, разные исследователи дают оценку от 1 % до 5 %. Также есть оценка, исходя из которой около 5 % мужчин во всей человеческой популяции получают садистское удовольствие от совершения актов насилия и причинения вреда любого рода.
Возникновение межгрупповых конфликтов и войн Эйбл-Эйбесфельдт объясняет культурной эволюцией и явлением псевдовидообразования. С помощью инструментов культуры представители других групп людей дегуманизируются, установление дружеских контактов с ними воспрещается, тем самым они перестают восприниматься как часть собственного вида. Происходит накладывание культурных паттернов на врождённые биологические.
Исходя из военных свидетельств, убийства совершаются подавляющим меньшинством солдат, тогда как большинство лишь играет роль массовки, призванной навести шум и дезориентировать врага. Один голландский офицер в 1937 году сказал: «В каждом бою лишь немногие выполняют свою работу, остальные же присутствуют для антуража; впрочем, этот антураж необходим». Кроме этого, есть объяснение, исходя из которого ингибитор насилия можно преодолеть через дистанцирование и перекладывание ответственности, что особенно касается войн современности. Например, в сравнении с пехотинцами, сопротивление к убийству не наблюдалось среди артиллеристов, членов экипажей бомбардировщиков и военно-морского персонала; это также справедливо и в случае пулемётчиков. Также в современных контрактных армиях, например в Вооружённых силах США, тренировки нацелены на подавление внутреннего сопротивления к убийству, превращение его из осознанного действия в условный рефлекс.

## Модель механизма ингибирования насилия
Механизм ингибирования насилия (VIM) — когнитивный механизм, к непосредственной активации которого у человека приводят невербальные сигналы страдания со стороны других людей, такие как грустное выражение лица или плач. Это вызывает отторжение, и чем сильнее сигнал страдания, тем сильнее и соответствующая реакция: небольшая грусть на лице вызовет лишь частичное отторжение, а вот крики и рыдание окажут значительный эффект на агрессора и тот может даже полностью прекратить агрессивные действия по отношению к жертве. Также VIM является когнитивной предпосылкой для развития трёх аспектов морали: моральных эмоций (т. е. симпатии, вины, раскаяния и эмпатии), ингибирования насилия и способности различать проступки морального и социального (обычного) характера.

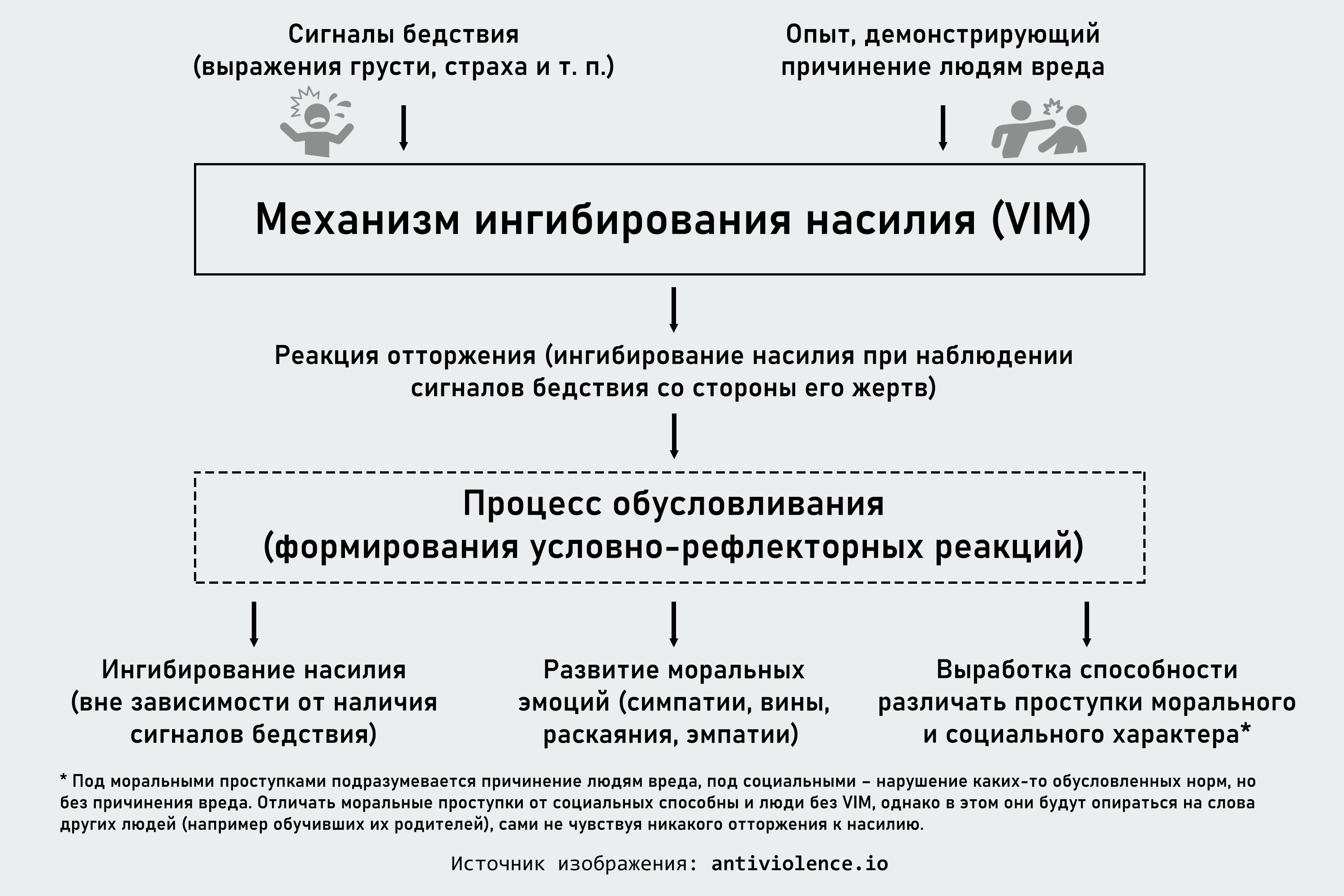
Модель механизма ингибирования насилия

При нормальном развитии индивиды сталкиваются с тем, что сигналы страдания со стороны других людей вызывают у них активацию VIM. При этом они зачастую могут примерить на себя роль жертвы и понять её состояние. Таким образом возникает ассоциация сигнала страдания с представлениями о состоянии жертвы. Вырабатывается условный рефлекс, активирующий VIM, в результате чего индивид становится способным проявлять эмпатический отклик лишь подумав о чужом страдании. Так, демонстрация кадров, на которых жертвы насилия рассказывали о своём опыте, при этом не выдавая никаких сигналов страдания, вызывала физиологический отклик у зрителей.
Аналогично обстоит дело и с ингибированием насилия. Ещё в детстве нормально развивающийся индивид при каждой попытке совершить действия насильственного характера будет сталкиваться с активацией VIM ввиду соответствующей реакции жертвы. Со временем к этому начнёт приводить даже сама мысль о насилии и вероятность проявления насильственного поведения индивидом будет постепенно падать.
Также активация VIM выступает медиатором в исполнении задачи различия проступков морального и социального характера. Но для этого необходимо предварительно получить повторяющийся опыт, демонстрирующий моральные проступки — действия, состоящие в причинении людям вреда. Ассоциация моральных проступков с последующими сигналами страдания со стороны жертв в итоге приведёт к выработке у индивида условного рефлекса, активирующего VIM. В свою очередь, социальные проступки, которые не ведут к причинению кому-либо вреда, а лишь состоят в нарушении обусловленных общественных норм, не будут ассоциироваться с сигналами страдания, а значит соответствующий опыт не приведёт к выработке условного рефлекса. Именно так индивид станет способным определять моральные проступки проводя причинный анализ действий, который будет показывать их связь с сигналами страдания и соответствующим отторжением, вызванным активацией VIM.
Индивид без VIM может оценивать моральный проступок как плохое действие в том случае, если ему кто-то скажет, что это плохо (родители, сверстники). Но в своей оценке он будет ссылаться на слова других людей, при этом не понимая связи между моральным проступком и сигналами страдания.
Модель VIM разработал нейробиолог Джеймс Блэр в попытке объяснить возникновение психопатии. И в подтверждение своей модели он приводит множество соответствующих свидетельств. Дети с предрасположенностью к психопатии и взрослые психопаты демонстрируют плохую способность к различию проступков морального и социального характера. Это же касается и детей с поведенческими расстройствами. В дополнение, и в соответствии с VIM, взрослые психопаты демонстрируют низкий уровень осмысления ситуаций, которые могут вызывать вину, но при этом они демонстрируют нормальное осмысление счастья, печали и даже сложных социальных эмоций, таких как смущение. Более того, что прямым образом подтверждает прогноз модели VIM, дети и взрослые с психопатией демонстрируют явные нарушения в распознавании выражений грусти и страха.

## Нейрофизиология и генетика регуляции агрессии
Целый ряд свидетельств, начиная от эволюционной древности и заканчивая фармакологическими и клиническими данными, указывает на ключевую роль серотонинергической (5-HT) системы, а особенно 5-HT1A и 5-HT1B рецепторов в регуляции агрессии. Некоторые варианты генов этих рецепторов (HTR1A и HTR1B в случае человека), а также генов TPH2, SERT и MAO-A, соответствующие энзимы которых участвуют в 5-HT синтезе в головном мозге, продемострировали связь с повышенной агрессивностью у животных и у человека. Например, антисоциальный алкоголизм у финнов и одного юго-западного американского индейского племени был связан с HTR1B H861C и HTR1B D6S284 полиморфизмами. Генотипы HTR1B rs11568817 сильно отличались между группами детей с высокими и низкими показателями черт бесчувствия-бессердечия (англ. Callous and unemotional traits). Также низкий уровень потенциала связывания 5-HT1B рецепторов наблюдался у лиц с агрессивными чертами и чертами психопатии. Мыши 129X1/SvJ штамма, гомозиготные по аллели TPH2 1473C (C/C), оказались более агрессивны, чем мыши штамма BALB/cJ, гомозиготные по аллели TPH2 1473G (G/G). Кроме того, нокаут TPH2 гена у крыс приводил к агрессивному поведению от снижения чувствительности 5-HT1A рецепторов. Многие исследования также демонстрируют, что мутации в гене MAO-A связаны с аномальными проявлениями агрессии у мужчин.
Исследование о том, как серотонин формирует моральные суждения и поведение, утверждает, что механизм, аналогичный выдвинутому Блэром VIM, должен действовать по отношению к воображаемому причинению вреда в случае моральных суждений. Функционирование этого механизма возлагается на нейромедиатор серотонин, и разработанная в исследовании модель объясняет его параллельную роль в ингибировании причинения фактического вреда (в случае агрессии) и воображаемого вреда (в случае моральных суждений).
Различные эксперименты на животных показали, что агонисты 5-HT1A и 5-HT1B рецепторов способны подавить проявления атакующей агрессии, при этом не влияя на защитную агрессию и другие формы поведения. Активирующие постсинаптические 5-HT1B рецепторы агонисты TFMPP и элтопразин при введении в боковые желудочки головного мозга оказали значительный эффект в снижении агрессивности мышей и крыс в различных опытах, например в парадигме резидента-нарушителя, при этом не влияя на их защитное поведение. Введение селективного 5-HT1A агониста F15599 в вентроорбитальную префронтальную кору самцов мышей снижало у них проявление интенсивных элементов агрессии, укусов при атаках, а также боковых поз угрозы. Введение 5-HT1B агониста CP-94253 в вентроорбитальную префронтальную кору мышей также снижало частоту атакующих укусов и проявление боковых поз угрозы. Селективный эффект оказало введение крысам 5-HT1A агониста алнеспирона, который не оказывал влияния на защитное поведение в том случае, когда испытуемая особь сталкивалась с агрессивным сородичем.
Опыты с применением агонистов различных 5-HT рецепторов к крысам показали, что 5-HT система участвует в регуляции секреции окситоцина и вазопрессина — гормонов, играющих важную роль в просоциальном поведении. При этом введение антагониста окситоцинового рецептора устраняло только просоциальное поведение, но не анти-агрессивный эффект от применения 5-HT1A агониста к мышам. Введение антагониста вазопрессинового рецептора также не оказало на это влияния.
5-HT1A и 5-HT1B агонисты рассматриваются некоторыми исследователями как потенциально наиболее перспективные анти-агрессивные агенты в клиническом лечении агрессивности.
Возникновение нарушения эмпатического отклика Блэр объясняет дисфункцией миндалевидного тела (амигдалы) — области мозга, играющей ключевую роль в формировании эмоций. Но психопаты не похожи на других пациентов с поражением амигдалы. Функции, за которые она отвечает, например образование ассоциаций стимулов и вознаграждений, а также определённых аспектов социального познания, лишь мягко или совсем не нарушены у лиц с психопатией. Причиной этому может быть наличие у них генетической аномалии, которая вместо того, чтобы приводить к обширной дисфункции амигдалы, действует точечно, нарушая работу отдельных нейротрансмиттеров. Конечно, пока что остаётся неясным, каких именно из них, исходя из фармакологических данных известно лишь то, что блокировка бета-адренорецепторов выборочно влияет на распознавание грустного выражения лица.
Генетическое влияние играет значительную роль в развитии таких областей мозга, как амигдала, хвостатое ядро (входит в полосатое тело), вентромедиальная префронтальная кора, а также связей между ними. В качестве примера можно привести то, что изменения в промоторной области гена переносчика серотонина (5-HTTLPR) связаны с изменениями в активации амигдалы, как в сторону её снижения, так и в сторону её повышения. Конечно же имеет место и влияние среды, но не было обнаружено никаких свидетельств того, что оно способно привести именно к снижению активации амигдалы.
Как показало исследование широкой выборки близнецов, генетический фактор играет основную роль в повышенной агрессивности у юношей, проявляющих черты бесчувствия-бессердечия. Другое исследование выборки близнецов подтвердило, что черты бесчувствия-бессердечия связаны с нарушениями в распознавании эмоций других людей. В случае распознавания страха и грусти можно наблюдать значительную генетическую корреляцию. При этом было выяснено, что травмы не оказывают никакого влияния на данную взаимосвязь. По результатам 24 исследований можно предполагать, что наследственность черт бесчувствия-бессердечия скорее всего находится между 36-67%. А большинство из 16 молекулярно-генетических исследований выдвигают гены серотониновой и окситоциновой систем в качестве кандидатов, определяющих черты бесчувствия-бессердечия. Однако текущих молекулярно-генетических свидетельств недостаточно для того, чтобы указывать на конкретный генетический механизм. Это является задачей, которую необходимо решить в будущих исследованиях.

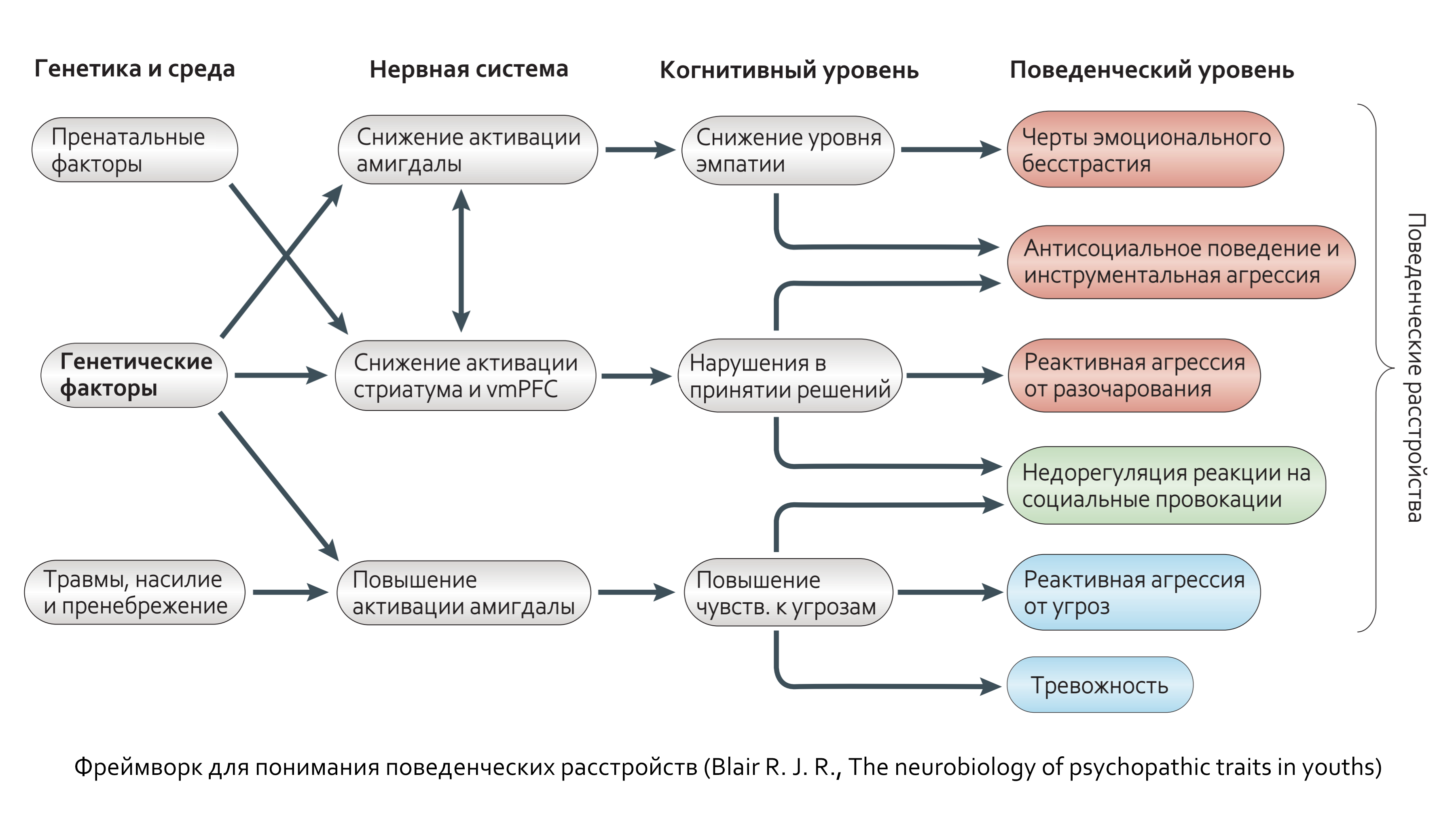
Фреймворк для понимания поведенческих расстройств

По исследованию генетического риска возникновения психопатии у 7-летних детей, наличие у них одновременно и черт бесчувствия-бессердечия, и антисоциального поведения имеет крайне высокий уровень наследственности — 81%. При этом в случае наличия у детей только антисоциального поведения наблюдается умеренный уровень наследственности — 30%. Разница между этими двумя группами детей состоит в том, что представители первой группы, у которых наблюдаются черты бесчувствия-бессердечия, способны именно на преднамеренное антисоциальное поведение и насилие. Они имеют высокий риск развития психопатии и склонности к насильственной преступности во взрослом возрасте, а также тяжело поддаются воспитательным мерам. Их состояние более усугублённое, нежели состояние детей из второй группы, чьи проблемы с поведением не настолько серьёзны и долгосрочны. По другому исследованию, устойчивость реактивной агрессии, возникающей как реакция субъекта на фрустрацию или угрозу (защитная агрессия тоже относится к реактивной), может быть объяснена в почти равной степени генетически (48%), а также влиянием среды — общим (11%) и раздельным (41%). Однако устойчивость проактивной агрессии, т. е. использования агрессивных действий для осуществления тех или иных стремлений и преднамеренного причинения вреда людям, была преимущественно генетически (85%) опосредована. Также стоит упомянуть, что в более взрослом возрасте всё ещё сохраняется сильная генетически опосредованная устойчивость черт бесчувствия-бессердечия. Так, между 17 и 24 годами она составляет 58%.
В одном из нейрофизиологических исследований Блэр предлагает фреймворк для понимания поведенческих расстройств, включающий этиологические (генетические и связанные с окружающей средой), нейронные, когнитивные и поведенческие аспекты. По данному фреймворку получается следующее: генетические факторы приводят к снижению активации амигдалы, что в свою очередь снижает уровень эмпатии, а это и является причиной черт бесчувствия-бессердечия, антисоциального поведения и инструментальной агрессии (агрессии ради достижения определённых целей; простым примером может послужить причинение физического вреда человеку с целью его ограбления). Ещё одной причиной антисоциального поведения и инструментальной агрессии, а также недостаточной регулируемости реакции на социальные провокации и реактивной агрессии, основанной на разочаровании, являются нарушения в способности принимать решения, что в свою очередь исходит из сниженной активации полосатого тела (стриатума) и вентромедиальной префронтальной коры (vmPFC). Здесь тоже важную роль играет генетическое влияние, но к нему добавляются пренатальные факторы, например злоупотребление матерью психоактивными веществами во время беременности. Кроме того, возникновение нарушений в одной из областей связано с нарушениями в других. Так, при сниженной активации амигдалы можно ожидать сниженную активацию полосатого тела и вентромедиальной префронтальной коры. Такие же факторы среды, как травмы, влияние насилия и пренебрежение в воспитании играют свою роль лишь в повышении активации амигдалы, что приводит к большей чувствительности к угрозам. Впрочем, и здесь не обходится без генетического влияния, оно присутствует во всех рассматриваемых данным фреймворком компонентах.
Также было проведено исследование по VIM, изучающее электрофизиологические показатели распознавания выражений лица и моторного угасания в контексте черт агрессивности и бесчувствия-бессердечия. Измерение электрической активности мозга испытуемых во время проведения тестов по реакции на лицевые стимулы показало, что черты бесчувствия-бессердечия обратно связаны с амплитудой N170 по всем выражениям лица, а черты агрессивности обратно связаны с амплитудой Stop-P300 по лицевым сигналам страдания. Амплитуды N170 и Stop-P300 могут предоставлять полезные электрофизиологические маркеры для определения проблем на этапах распознавания выражений лица и моторного угасания VIM.